# كنيسة مارتن

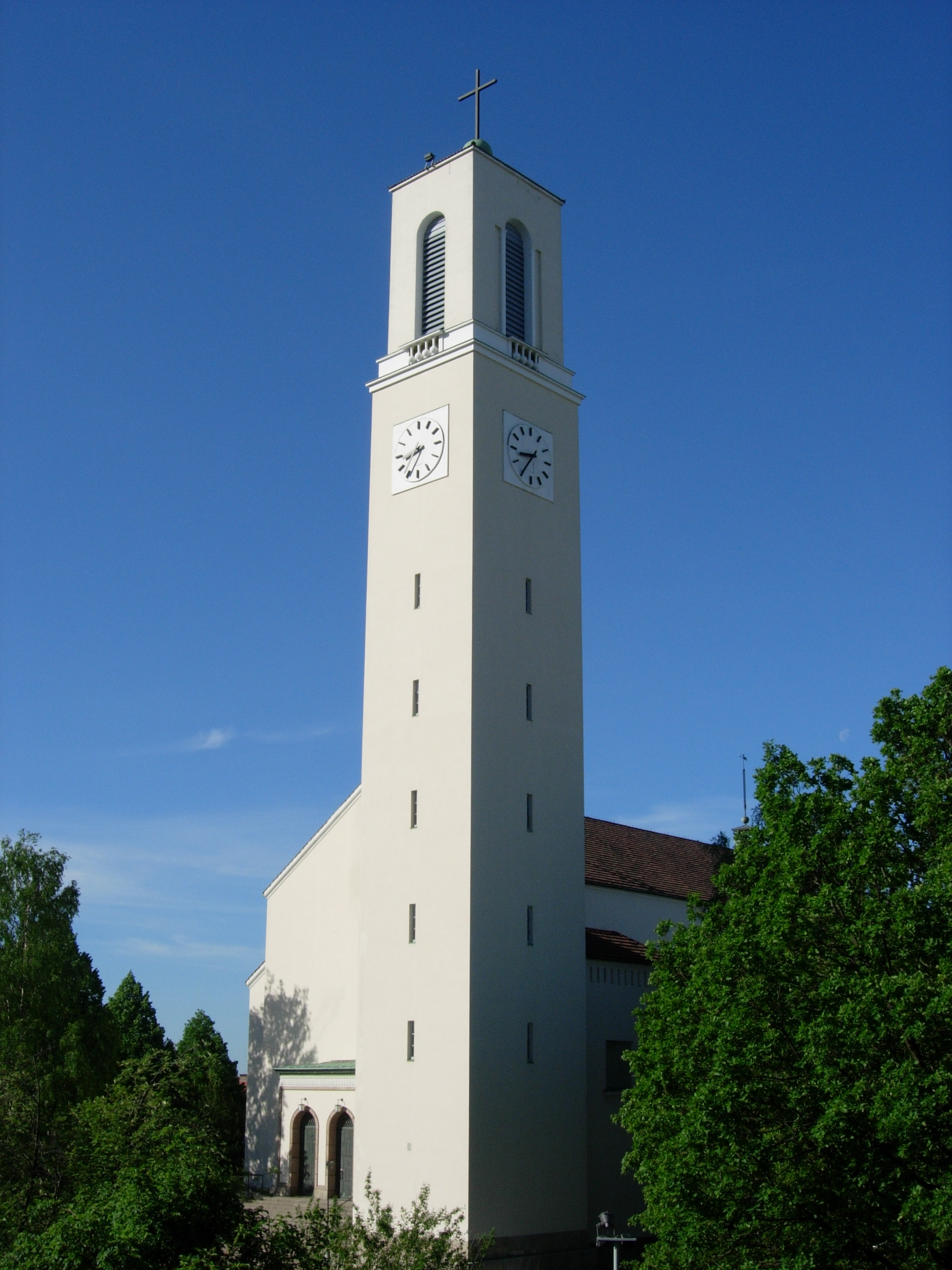
كنيسة مارتن في توركو، فنلندا.

كنيسة مارتن (الفنلندية: Martinkirkko، بالسويدية: Martinskyrkan) في توركو، فنلندا الكنيسة الرئيسية لأبرشية مارتن، التي تأسست في عام 1921. وقد تم تكريس الكنيسة في الذكرى 450 لميلاد مارتن لوثر، في 12 نوفمبر 1933. صمم والكنيسة المعماريان توتي سورا وغونار فاهلروس. تمثل الكنيسة العمارة الوظائفية. كنيسة مارتن كنيسة طويلة بثلاثة أروقة مع ممرات جانبية ضيقة جداً. للكنيسة لديها خصائص وظائفية وفريدة. السقف الأسطواني أحد أهم المعالم البارزة للكنيسة. المذبح ، المنبر، والسقف هي السمات البارزة لعمل المعماري سورا. في الجزء العلوي من المنبر، وضع المعماري تاجاً. يرِد نفس الموضوع كديكور جدول قائمة الإنشاد. اعتقد المعماريون بوضوح بأن الكنيسة كغرفة بلاط ملكي ولهذا السبب فإن البناء الأساسي تذكار لكاتدرائية. صنع الفنان آري آلتونن خمسة منحوتات تزينية للمنبر.